# Антон Добош
Антон Добош (рум. Anton Doboș; Сармашу, 13. октобар 1965) је пензионисани румунски фудбалски дефанзивац, који је дебитовао у Дивизији А са фудбалским клубом Клуж 1988. године, а прешао у Динамо Букурешт 1989. године и помогао у освајању једне лигашке титуле пре него што је отишао у њихов ривалски тим Стеауа Букурешт, где је помогао у освајању четири титуле првака Румуније. Такође је играо и за фудбалску репрезентацију Румуније.

## Играчка каријера

### Клубови
Добош је био члан клубова Браила и Аријешул, играјући за њих од 1985. до 1987. У 1987. години прешао је у румунски прволигашки клуб Универзитатеа из Клуж-Напоке, где је наступио у 46 утакмица и забележио 5 голова. Између 1989. и 1991. био је део Динама из Букурешта, освојивши са клубом два национална првенства у сезонама 1989/90 и 1991/92, као и национални куп у сезони 1989/90. Године 1991. прешао је у Стеауу, са којом је освојио четири државна првенства (1992/93, 1993/94, 1994/95, 1995/96), два Купа Румуније (1991/92 и 1995/96) и два Суперкупа Румуније (1993/94 и 1994/95).
У 1996. години прешао је у грчки клуб АЕК из Атине. Дебитовао је за клуб 8. септембра 1996. на утакмици против тима из Кавале у оквиру грчког првенства. Свој први гол у грчком првенству постигао је 22. децембра те године у мечу против Верије. Са АЕК-ом је освојио Куп и Суперкуп Грчке. Године 1999. прешао је у клуб Етникос из Пиреја, где је и завршио своју фудбалску каријеру.

### Репрезентација
Добош је дебитовао за репрезентацију 1993. године против Израела и одиграо је 23 утакмице, последњи пут 1998. Био је и у тиму за Светско првенство 1998. и Евро 1996. После Еура 1996. потписао је за АЕК из Атине у Грчкој. Постигао је један интернационални гол, против Лихтенштајна 1997. године.

## Менаџерска каријера
Између 2002. и 2005. Добос је био председник ФКУ Политехника из Темишвара, тада познатог као Политехнике АЕК – у част Грчког клуба у коме је провео последње године своје каријере. Касније 2007. године прихватио је понуду да постане председник Универзитатее из Клужа.
Добош је 31. августа 2008. доживео тешку саобраћајну несрећу у којој је остао у коми. Након краћег периода се опоравио и поново је могао да комуницира са својом породицом али је као последицу несреће остао са губитком памћења.

## Успеси

### Играчки
Динамо Букурешт
- Прва лига Румуније у фудбалу: шампион 1989–90, 1991–92.
- Куп Румуније у фудбалу: победник 1989–90.

Стеауа Букурешт
- Прва лига Румуније у фудбалу: шампион 1992–93, 1993–94, 1994–95, 1995–96.
- Куп Румуније у фудбалу: победник 1991–92, 1995–96.
- Суперкуп Румуније у федбалу: победник 1994, 1995.

АЕК Атина
- Куп Грчке у фудбалу: победник 1996–97.
- Суперкуп Грчке у фудбалу: победник 1996
- Суперлига Грчке у фудбалу другопласирани: 1996–97.